# Skogstorps Sågverk
Skogstorps Sågverk AB var ett sågverk i Skogstorp.
Skogstorps Sågverk grundades 1900 och anlades vid Hyndevadsån strax uppströms bebyggelsen i Skogstorp.
Skogtorps Sågverk använde sig delvis av timmer som bogserades i timmersläp över Hjälmaren. Sågverket hade mellan 1916 och 1958 den egna bogserbåten Skogstorp, som byggdes 1882 av Motala Verkstad. Den ersattes från 1958 av en båt av typ BB från Lidwall & Söner i Rättvik.. Sågverket köpte 1955 också den numera k-märkta varpbåten Sigvard från Lidwall & Söner för rangering av timmer på Hyndevadsån. Efter det att timmerflottningen upphört, såldes båtarna omkring 1989–1990.
Sågverket lades ned 2004 av Royal Star Wood Group (senare namnändrat till Setra Group), ett år tidigare bildat företag genom sammanslagning av ASSI Domän Timber och den tidigare ägaren av Skogstorp, Mindab (Mellanskogs Industri AB).